# Nico Gorzel
Nico Gorzel (* 29. Juli 1998 in München) ist ein deutscher Fußballspieler.

## Karriere
Gorzel begann seine Karriere in Österreich beim SV Austria Salzburg und spielte nach der Übernahme von Red Bull weiter für den FC Red Bull Salzburg. Nachdem er alle Akademieabteilungen von Salzburg durchlaufen hatte, debütierte er im April 2016 in der zweiten Liga für den FC Liefering.
Mit der U-19 des FC Red Bull Salzburg gewann er die UEFA Youth League 2016/17.
Nach der Saison 2017/18 verließ er Liefering. Im Juli 2018 wechselte er zum SC Wiener Neustadt. Nach dem Zwangsabstieg von Wiener Neustadt verließ er den Verein nach der Saison 2018/19.
Im Januar 2020 wechselte er zum Bundesligisten SKN St. Pölten, bei dem er einen bis Juni 2021 laufenden Vertrag erhielt. Für den SKN kam er zu neun Einsätzen in der Bundesliga. Im September 2020 wechselte er in seine Heimat zum Drittligisten Türkgücü München.
Im Sommer 2022 schloss er sich dem FC Erzgebirge Aue an. Nach 22 Drittligaeinsätzen verließ er Aue nach der Saison 2022/23 wieder. Nach einem halben Jahr ohne Verein wechselte er im Januar 2024 zurück nach Österreich, wo er sich dem Bundesligisten SC Austria Lustenau anschloss, bei dem er einen bis Juni 2025 laufenden Vertrag unterschrieb.

## Erfolge
- UEFA Youth League: 2017